# Saint-Aubin-des-Préaux
Saint-Aubin-des-Préaux – miejscowość i gmina we Francji, w regionie Normandia, w departamencie Manche.
Według danych na rok 1990 gminę zamieszkiwało 339 osób, a gęstość zaludnienia wynosiła 41 osób/km² (wśród 1815 gmin Dolnej Normandii Saint-Aubin-des-Préaux plasuje się na 559. miejscu pod względem liczby ludności, natomiast pod względem powierzchni na miejscu 630.).